# Брошиер
Брошиер (порт. Brochier) — муниципалитет в Бразилии, входит в штат Риу-Гранди-ду-Сул. Составная часть мезорегиона Агломерация Порту-Алегри. Входит в экономико-статистический микрорегион Монтенегру. Население составляет 4701 человек на 2007 год. Занимает площадь 109,695 км². Плотность населения — 42,0 чел./км².

## История
Город основан 4 ноября 1988 года.

## Статистика
- Валовой внутренний продукт на 2003 год составляет 34 601 639,00 реалов (данные: Бразильский институт географии и статистики).
- Валовой внутренний продукт на душу населения на 2003 год составляет 7 690,96 реалов (данные: Бразильский институт географии и статистики).
- Индекс развития человеческого потенциала на 2000 год составляет 0,801 (данные: Программа развития ООН).

## География
Климат местности: субтропический.